# Nosodendron assamense
Nosodendron assamense is een keversoort uit de familie van de boomsapkevers (Nosodendridae). De wetenschappelijke naam van de soort is voor het eerst geldig gepubliceerd in 2012 door Háva.
De soort komt voor in Assam, India.